# Neosebastes incisipinnis
Neosebastes incisipinnis är en fiskart som beskrevs av Ogilby, 1910. Neosebastes incisipinnis ingår i släktet Neosebastes och familjen Neosebastidae. Inga underarter finns listade i Catalogue of Life.